# Гайич, Милан (футболист, 1996)
Милан Гайич (серб. Milan Gajić / Милан Гајић; род. 28 января 1996, Вуковар) — сербский футболист, правый защитник и полузащитник российского клуба ЦСКА. Чемпион мира 2015 года среди молодёжных команд.

## Клубная карьера

### Начало карьеры
Гайич родился в 1996 году в Вуковаре. Когда ему исполнился один год, семья переехала из расположенного рядом с Вуковаром села Борово в сербский город Панчево. Отец Милана, Велько, — футболист, профессор физкультуры. В шесть лет Гайич начал заниматься в футбольной секции при местном клубе «Динамо». Тренеры использовали Милана в качестве опорного полузащитника, так как он был выше своих сверстников. В 13 лет игрок был принят в академию белградского ОФК. Через четыре года он был переведён во взрослую команду и вскоре пробился в основной состав.

### ОФК
Гайич дебютировал за ОФК в матче против «Вождоваца» 10 августа 2013 года. Первый гол за клуб он забил 9 ноября во встрече с «Ягодиной», замкнув подачу с фланга ударом головой. Изначально Милан играл на позиции опорника, но затем из-за нехватки крайних защитников был переведён на правый край обороны. Его успешное выступление в новом амплуа привлекло внимание тренера юношеской сборной Сербии Велько Пауновича, и с тех пор Гайич занимает эту позицию как в клубах, так и в сборной. По итогам 2014 года Милан был признан футболистом года в составе ОФК. За два сезона в рядах «романтиков» он сыграл 52 матча и забил 5 голов.

### «Бордо»
В июле 2015 года после участия в молодёжном чемпионате мира, где Сербия заняла первое место, Гайич перешёл в «Бордо». Контракт с французской командой был рассчитан на пять лет.
Гайич приходил в стан «жирондистов» как потенциальная замена ушедшему в «Севилью» бразильцу Мариано. Главный тренер клуба Вилли Саньоль доверял молодому сербу: в первом сезоне Гайич провёл 9 матчей в Лиге 1 и 3 игры в Лиге Европы, пока не получил травму, из-за которой пропустил три месяца. В 2016 году наставником «Бордо» стал Жослен Гуверннек, и поначалу новый специалист часто выпускал Милана в основном составе, однако ближе к концу сезона защитник стал реже появляться на поле. Сезон 2017/18 получился для серба неудачным: на его старте он получил травму плеча и после возвращения проводил почти все матчи на скамейке запасных. Очередная смена тренера (всего Милан за время своего пребывания во Франции поработал под руководством пяти разных специалистов) в сентябре 2018 года не помогла Гайичу вернуть место в основе, и за оставшуюся часть календарного года он принял участие лишь в двух встречах. Понимая, что в клубе на него не рассчитывают, в феврале 2019 года серб расторг контракт с «жирондистами» и в качестве свободного агента подписал соглашение с «Црвеной звездой» сроком на 3,5 лет. За «Бордо» защитник провёл в общей сложности 40 матчей и забил 1 гол.

### «Црвена звезда»
В составе «Црвены звезды» Милан стал четырёхкратным чемпионом Сербии, двукратным обладателем кубка страны, добился вызова в национальную команду. За четыре сезона он провёл за клуб 120 матчей и забил 6 голов. Летом 2022 года у него истёк контракт с «красно-белыми», и, хотя руководство команды выражало желание продолжить сотрудничество, Гайич перешёл в московский ЦСКА.

### ЦСКА (Москва)
Перед началом сезона 2022/23 «армейцы» потеряли Марио Фернандеса, долгое время занимавшего позицию правого защитника, и именно для его замены Гайич был приглашен в московский клуб. Милан дебютировал за «красно-синих» 16 июля в матче против «Урала» (2:0), выйдя в стартовом составе. 31 июля в игре против «Пари Нижний Новгород» он сделал голевую передачу на Константина Кучаева, точно навесив на того со штрафного. 14 сентября 2022 года в матче группового этапа Кубка России против «Урала» (2:1) Гайич, выйдя на замену на второй тайм, забил дебютный гол за ЦСКА. По итогам сезона вместе с ЦСКА завоевал серебряные медали чемпионата России. 11 июня 2023 года вместе с ЦСКА завоевал Кубок России, обыграв «Краснодар» в серии пенальти со счётом 6:5 (1:1 в основное время). Свою попытку в послематчевой серии Гайич успешно реализовал.
В сезоне 2023/24 Милан Гайич начинал в ЦСКА в качестве правого латераля. Однако, после прихода в команду Дугласа Келлвена, Гайич был переведён на левый фланг обороны, где часто выходил на поле на позиции левого латераля. 8 октября 2023 года в матче чемпионата России против «Спартака» (2:2) Гайич оформил дубль, который стал первым в карьере защитника.
В первой половине сезона 2024/25 серб выполнял функции латераля на обоих флангах. 26 ноября 2024 года в ответном матче 1/8 финала «пути РПЛ» Кубка России против «Рубина» (3:0) Милан Гайич провёл свой 100-й матч в составе ЦСКА. В зимнее межсезонье Марко Николич начал перестраивать ЦСКА на схему 4-4-2 ромбом, усилив конкуренцию за место в основе между Гайичем и Келлвеном на позиции правого защитника. Весной Милан вытеснил бразильца из основного состава и стал чаще появляться на поле, пропустив лишь 4 матча из 17, включая финал Кубка России, где он также вышел в старте. По итогам сезона вместе с ЦСКА завоевал бронзовые медали чемпионата России. 1 июня 2025 года во второй раз стал обладателем Кубка России. 23 июня 2025 года Милан Гайич продлил контракт с ЦСКА до конца сезона 2026/27.

## Карьера в сборной
В 2013 году Гайич сыграл 6 матчей за сборную Сербии до 17 лет. В 2014 году был в составе сборной до 19 лет, которая дошла до полуфинала Евро. Этот результат позволил сербам выйти на чемпионат мира 2015 года среди команд до 20 лет в Новой Зеландии, где команда Велько Пауновича взяла золотые медали. Гайич был основным игроком в ходе того турнира и пропустил лишь одну встречу из-за дисквалификации.
24 марта 2021 года в матче квалификации к ЧМ-2022 против Северной Ирландии Гайич дебютировал в сборной Сербии.

## Стиль игры
Гайич считается универсальным игроком: он может сыграть как на краю обороны, так и в опорной зоне. Тем не менее, основная позиция Милана — правый защитник. Он любит подключаться к атакам, обладает хорошим пасом, за счёт чего записывает на свой счёт довольно большое количество голевых передач.

## Личная жизнь
В 2021 году у Милана родилась дочь. В июле 2023 года Милан во второй раз стал отцом – у него родилась дочь Надя.
Увлекается баскетболом и картингом, в свободное время любит читать книги.

## Статистика выступлений
| Клуб             | Сезон            | Чемпионат | Чемпионат | Кубок | Кубок | Еврокубки | Еврокубки | Всего | Всего |
| Клуб             | Сезон            | Игры      | Голы      | Игры  | Голы  | Игры      | Голы      | Игры  | Голы  |
| ---------------- | ---------------- | --------- | --------- | ----- | ----- | --------- | --------- | ----- | ----- |
| ОФК              | 2013/14          | 22        | 2         | 5     | 1     | —         | —         | 27    | 3     |
| ОФК              | 2014/15          | 24        | 2         | 1     | 0     | —         | —         | 25    | 2     |
| ОФК              | Всего            | 46        | 4         | 6     | 1     | —         | —         | 52    | 5     |
| Бордо            | 2015/16          | 9         | 1         | —     | —     | 3         | 0         | 12    | 1     |
| Бордо            | 2016/17          | 14        | 0         | 7     | 0     | —         | —         | 21    | 0     |
| Бордо            | 2017/18          | 4         | 0         | —     | —     | 1         | 0         | 5     | 0     |
| Бордо            | 2018/19          | 1         | 0         | —     | —     | 1         | 0         | 2     | 0     |
| Бордо            | Всего            | 28        | 1         | 7     | 0     | 5         | 0         | 40    | 1     |
| Црвена звезда    | 2018/19          | 11        | 1         | 1     | 0     | —         | —         | 12    | 1     |
| Црвена звезда    | 2019/20          | 15        | 1         | 1     | 0     | —         | —         | 16    | 1     |
| Црвена звезда    | 2020/21          | 35        | 2         | 3     | 0     | 11        | 1         | 49    | 3     |
| Црвена звезда    | 2021/22          | 31        | 1         | 4     | 0     | 8         | 0         | 43    | 1     |
| Црвена звезда    | Всего            | 92        | 5         | 9     | 0     | 19        | 1         | 120   | 6     |
| ЦСКА (Москва)    | 2022/23          | 29        | 0         | 13    | 1     | —         | —         | 42    | 1     |
| ЦСКА (Москва)    | 2023/24          | 26        | 3         | 13    | 2     | —         | —         | 39    | 5     |
| ЦСКА (Москва)    | 2024/25          | 21        | 0         | 10    | 1     | —         | —         | 31    | 1     |
| ЦСКА (Москва)    | 2025/26          | 0         | 0         | 0     | 0     | —         | —         | 0     | 0     |
| ЦСКА (Москва)    | Всего            | 76        | 3         | 36    | 4     | —         | —         | 112   | 7     |
| Всего за карьеру | Всего за карьеру | 242       | 13        | 58    | 5     | 24        | 1         | 324   | 19    |

## Достижения
«Црвена звезда»
- Чемпион Сербии (4): 2018/19, 2019/20, 2020/21, 2021/22
- Обладатель Кубка Сербии (2): 2020/21, 2021/22

ЦСКА (Москва)
- Обладатель Кубка России (2): 2022/23, 2024/25
- Серебряный призёр чемпионата России: 2022/23
- Бронзовый призёр чемпионата России: 2024/25
- Обладатель Суперкубка России: 2025

Сборная Сербии (до 20)
- Чемпион мира: 2015

Личные
- В списке 33 лучших футболистов чемпионата России (2): № 2 — 1 раз: 2022/2023, № 3 — 1 раз: 2024/25